# Deme nota

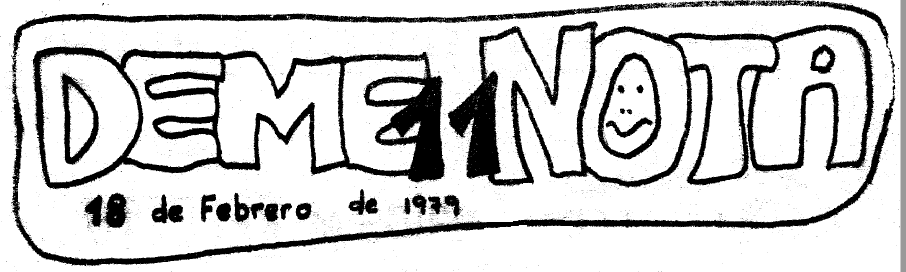
Cabecera del número 11 de Deme Nota (curso 1978-1979)

Deme nota fue una revista satírica de la Academia General Militar, publicada a partir de 1978. Inicialmente aparecía con periodicidad semanal y se imprimía en ciclostil. La periodicidad ha ido cambiando con los años. 

## Características
A diferencia de otras publicaciones de la Academia, Deme Nota siempre estuvo dirigida y confeccionada por alumnos.

## Importancia
Los números de Deme Nota son muy útiles para conocer las tradiciones de la Academia General Militar, así como su evolución. Los de los primeros años ayudan, además, a comprender la evolución de las actitudes militares durante la Transición Española.